# Lourdes Oñederra
Miren Lourdes Oñederra Olaizola (San Sebastián, 9 de junio de 1958) es una filóloga, escritora en euskera, y académica de la Real Academia de la Lengua Vasca. Lingüista de profesión y reconocida escritora, es especialista en fonología.

## Biografía
San Sebastián es la ciudad nativa de escritora vasca. Realizó los estudios escolares hasta los siete años en la ikastola de la profesora María Dolores Goya, y después, en el Colegio de la Asunción. La autora recuerda que su pasión por la literatura surgió de joven, habiendo enviado algún texto a algún certamen URKIZA, o habiendo escogido su centro escolar alguno de sus textos para ser enviado a algún concurso. 
Pero, la conciencia de escritora la hizo suya una vez cursaba ya los estudios universitarios de Filología Hispánica. Es Doctora en Filología Vasca y catedrática en la Facultad de Filología de la UPV/EHU.
Actualmente reside en Vitoria.

## Trayectoria
En 1980 se dirigió a los Estados Unidos, a la universidad University of Iowa, y volvió de allí habiendo cursado el master en Lingüística. Para entonces ya tenía claro que su vida académica versaría en torno la lingüística, y no a la literatura; pero, también sabía que no dejaría de escribir.
Oñederra es doctora en filología: escribió su tesis doctoral sobre la palatalización vasca. Fue la última tesis dirigida por Koldo Mitxelena, cuya defensa tuvo lugar en 1987. Miren Lourdes Oñederra es, por lo tanto, lingüista de profesión, especialista en fonología. Oñederra ha editado diversos trabajos sobre el tema: Euskal Fonologia: Palatalizazioa (1990) y Fonetika Fonologia Hitzez Hitz (2004). 
Además de profesora en la facultad de filología de la Universidad del País Vasco UPV/EHU, es miembro de Euskaltzaindia desde 2007. Ha sido en la citada academia miembro de la comisión de pronunciación (1993-1994), así como directora del grupo de trabajo sobre ese mismo área de estudio creado más tarde (1994-1998).
Oñederra también se ha empleado como columnista en revistas tales como Ere, Oh Euzkadi, Argia, Hika y Geu. Durante un tiempo fue columnista del periódico Euskaldunon Egunkaria. Sus últimos artículos periodísticos han sido publicados en Bake Hitzak.
Aprendió euskera y español al mismo tiempo, y siente las dos lenguas como suyas; escribir en euskera es, por lo tanto, una elección. En cuanto al estilo de escritura, Oñederra tiene como objetivo no perderse en cuestiones de forma dejando de lado el contenido. La autora ha comentado en diversas ocasiones que intenta narrar de manera que el texto sea comprensible, y admite que algunas veces incluso ha "perdido" en cuanto a la forma se refiere.
Siguiendo a ello publicó en 1999 Eta emakumeari sugeak esan zion. La obra se fundamenta en la enorme distancia entre las mujeres y los hombres. El viaje que la protagonista, Teresa, realiza a Viena es el pretexto para narrar el viaje interior de la mujer.

## Obras
Más de 50 artículos en la base de datos científica Inguma.

### Novela
- Eta emakumeari sugeak esan zion (1999, Erein)
- Y la serpiente dijo a la mujer (2000, Bassarai)
- And the serpent said to the woman (2005, University of Nevada) (inglés)
- I skazala zmeia zhenshchine (2008, (Universidad Izdatelstvo de Peterburgs]]) (ruso)
- Intemperies (babes bila) (2013, Erein)
- Intemperies (2015, Erein) (castellano)

### Literatura infantil
- Sommer jaunaren istorioa (2007, Erein)
- Anderson anderearen kutixia (2001, Txalaparta)[4]

### Lingüística
- Fonetika fonologia hitzez hitz. 2004, UPV/EHU, 84-8373-659-484-7585-267-X
- Euskal fonologia. Palatizazioa, asimilizazioa eta hots sinbolismoa. 1990, UPV/EHU, 84-7585-267-X

### Artículos publicados en Euskaltzaindia[5]
- Hizkuntzen fonologia (1986)[6]
- Ortografiazko arazoak : "esploradore" ala "exploradore" (1994)[7]
- Ahoskera baturantz. I, Ahoskera araupetzeaz (1994)[8]
- Ahoskera baturantz. III, Abiaburu zehatz batzuk (1994)[9]
- Ahoskera araupetzeaz (1994)[10]
- Ahoskera Lantaldearen errendapen txostena (1998)[11]
- Prosodiaren oraina eta ahoskera arauak (1998)[12]
- Drift [sarrera hitzaldia] (2010)[13]

## Premios
- Premio de la Crítica (1999)
- Beterriko Liburua (1999)
- Premio Euskadi de Literatura (2000)
- Premio Euskadi de Plata (2000)[14]
- Ortzadar Saria (2020)[15]